# De Isdern Keerl van Emden

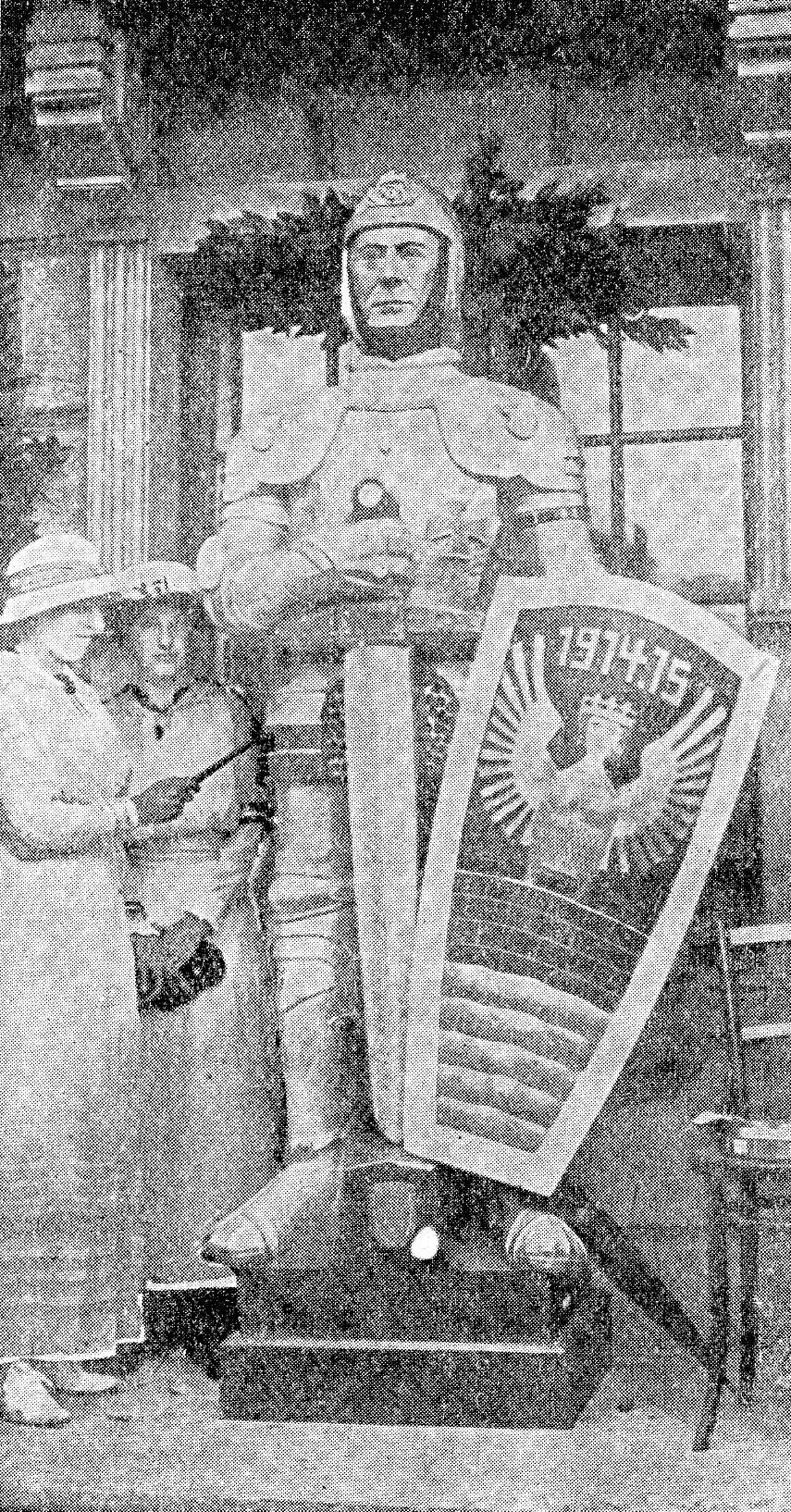
Nagelbild Isern Kerl in Emden nach dem Konterfei von Fregattenkapitän Karl von Müller. Entwurf von Liebsch

De Isdern Keerl van Emden (Ostfriesisches Platt: Der eiserne Mann von Emden), populär auch als Isern Kerl bezeichnet, war ein Nagelbild und von 1915 bis 1944 das Kriegswahrzeichen der Stadt Emden für den Ersten Weltkrieg.

## Die Figur
Bei dem Nagelbild handelte es sich um eine mannsgroße, als Ritterfigur angelegte Holzstatue, die von dem Bildhauer Fritz Liebsch (* 1879 Dresden; † 1957 Emden) entworfen worden war. Im Gegensatz zu ähnlichen Personenfiguren, wie sie während des Krieges hundertfach im Deutschen Reich aufgestellt wurden, war das Gesicht des Isdern Keerl nach einer lebenden Person, dem Fregattenkapitän Karl von Müller gestaltet worden. Müller war als Kommandant des Kleinen Kreuzers Emden global bekannt geworden und zu diesem Zeitpunkt schon Ehrenbürger der Stadt, befand sich jedoch in britischer Kriegsgefangenschaft auf Malta. Die Namensherkunft Eiserner Kerl ist unklar; eventuell ist er vom Eisernen Heinrich abgeleitet worden.
Die Idee für das Nagelbild stammte von den Nordseewerken und dem Magistrat der Stadt. Ursprünglich war vom Vaterländischen Frauenverein der Stadt die Nagelung des Stadtwappens angeregt worden. Die Einweihung des Wahrzeichens erfolgte am Sedanstag, dem 2. September 1915, vor dem Emder Rathaus. Laut Zeitungsberichten wurden in den ersten Wochen durch die Nagelung rund 10.000 Mark an Spenden eingenommen. Die Gesamtspendensumme ist unbekannt.
Die Figur diente auch als Vorlage für einen gut 5 cm langen Anhänger. Ein Exemplar wurde 2004 vom Ostfriesischen Landesmuseum erworben und im September des Jahres als „Kunstwerk des Monats“ ausgestellt. Wie durchaus im Kontext der Kriegswahrzeichenaufstellungen im Weltkrieg üblich, wurde auch vom Isdern Keerl vom Vaterländischen Frauenverein eine Bildpostkarte vertrieben, auf der auch ein Gedicht zum Isern Kerl abgedruckt war:
Isdern Keerl mit isdern Hand,

Schirm und wahr dat dütse Land,

Deck mit’t Schild de Heimat, dat Meer,

Vör unse Nieders rachsüchtig Heer,

Hart worr isdern, isderne Sinn,

Seeker uns golden Freedens Gewinn.
Laut einer Zeitungsnotiz der Emder Nachrichten vom 3. Januar 1916 wurde die Figur „frevelhaft beschädigt“ und möglicherweise auch wegen dieses Vorfalls später im Rathaus untergebracht.

## Verbleib
Am 6. September 1944 erfolgte auf Emden im Kontext des Zweiten Weltkriegs ein alliierter Luftangriff mit Fliegerbomben, der die Stadt völlig verwüstete. Beim Angriff wurde auch das Rathaus getroffen und in Brand gesetzt, wodurch auch das Nagelbild verloren ging.